# Riquewihr

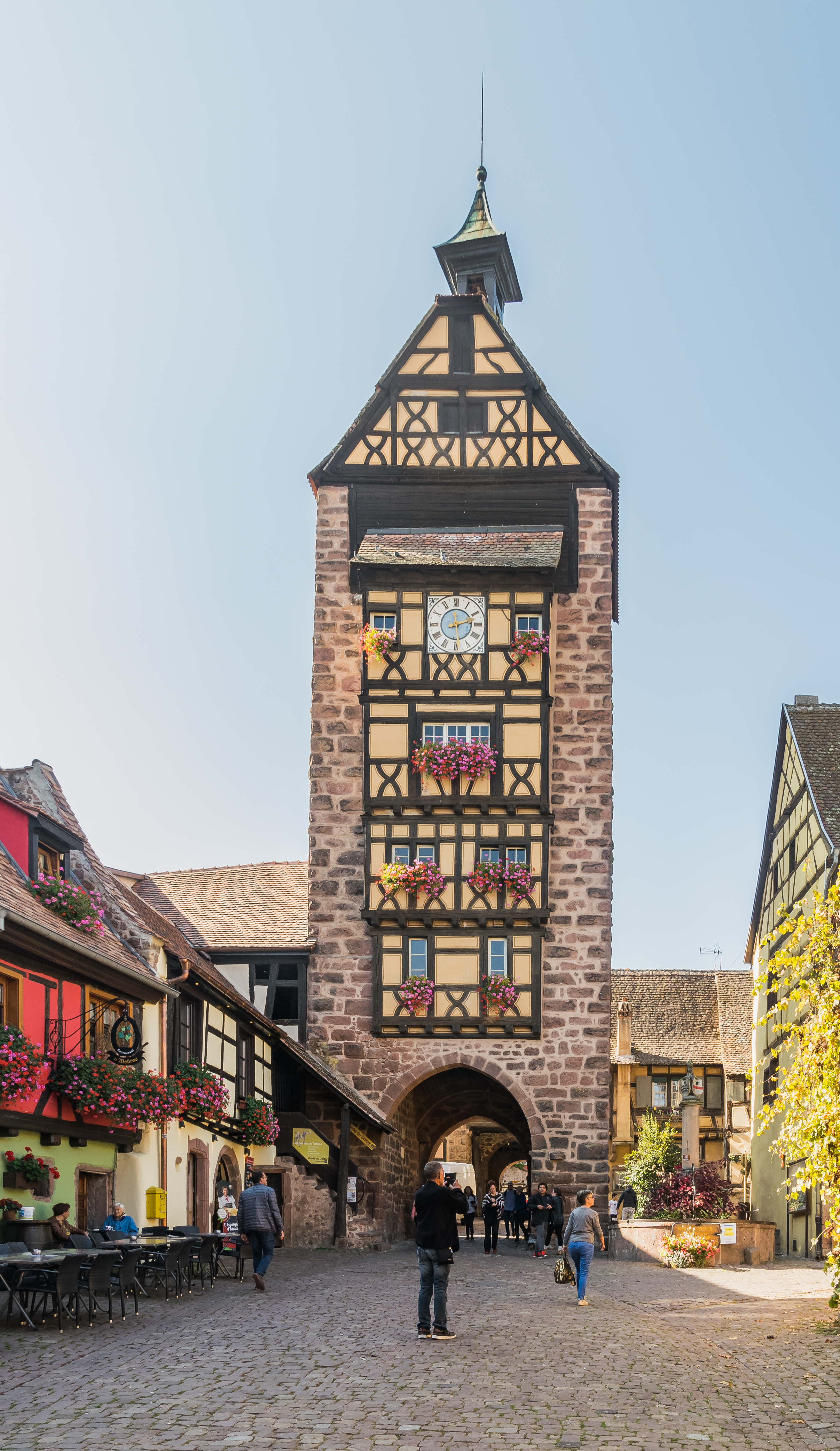

Riquewihr (a volte ricordato con la dizione francese di Riquevire) è un comune francese di 1 273 abitanti situato nel dipartimento dell'Alto Reno nella regione del Grand Est.

## Architettura
L'architettura di Riquewihr, così come quella della vicina Colmar, è stata fonte d'ispirazione per gli sfondi del film Disney La bella e la bestia del 1991 e per Hayao Miyazaki per la creazione delle ambientazioni del film Il castello errante di Howl.

## Società

### Evoluzione demografica
Abitanti censiti